# Обрані (фільм, 1981)
«Обрані» (англ. The Chosen) — американський художній фільм 1981 року, знятий режисером Джеремі Каганом. Сценарій до фільму було написано з урахуванням частково автобіографічного роману американського єврейського письменника Хаїма Потока.
Пізніше сюжет роману і цього фільму став основою бродвейського мюзиклу. Прем'єра фільму відбулася 30 квітня 1982 року у США.